# 3:10 to Yuma (2007)
3:10 to Yuma is een Amerikaanse western uit 2007 onder regie van James Mangold. De film is een remake van de gelijknamige film uit 1957 en een verfilming van het korte verhaal Three-Ten to Yuma van Elmore Leonard.
De film werd genomineerd voor Academy Awards voor beste geluid en beste filmmuziek (Marco Beltrami). De film werd verder onder meer genomineerd voor Saturn Awards voor beste actiefilm en beste bijrol (Ben Foster), Satellite Awards voor beste dramafilm en beste bijrol (Ben Foster), een Screen Actors Guild Award voor een uitstekende prestatie door een cast in een film en een Taurus World Stunt Award voor een achterwaartse val van een paard.

## Verhaal
Burgeroorlog-veteraan Dan Evans leidt een armoedig boerenbestaan in een droge omgeving. Hij heeft maar een been door een ongelukkig voorval in de oorlog. Evans ontwaakt uit zijn slaap en treft zijn schuur in vuur en vlam aan, aangestoken door twee handlangers van Glen Hollander. Evans heeft een hoge schuld uitstaan bij Hollander, die de zakenman middels harde pressie bij de rancher wil vorderen. Evans redt zijn gezin – bestaande uit vrouw Alice, zoon William en zoon Mark – en zijn vee uit het dreigende inferno, maar het laatste voer voor zijn runderen ziet hij onvermijdelijk in vlammen opgaan.
Als Dan, William en Mark de volgende ochtend het vee drijven, gebruikt outlaw Ben Wade de koeien als wegblokkade bij een overval op een zwaar bewapende postkoets, onder meer bemand door Pinkerton-agent Byron McElroy. Na een weerbarstige strijd delven de passagiers van het rijtuig het onderspit, waarna Wade Evans en zijn kroost in de heuvels ziet toekijken. De misdadiger oordeelt dat de drie mannen geen gevaar voor zijn bende vormen, maar neemt hun paarden mee om de dieren op de weg naar Bisbee, Arizona, voor hen achter te laten. McElroy, enige overlevende van de postkoets, wordt door de ranchers met een provisorische brancard naar een dokter gedragen voor een behandeling aan zijn schotwond. Wade onderwijst eigen bendelid Tommy Harden voor het vervolg van zijn tocht op hardhandige wijze de ware betekenis van ontrouw.
Ter viering van het binnenhalen van de buit houdt Wade in de lokale saloon van Bisbee een borrel met zijn roversbende en heeft een weerzien met voormalig zangeres Emma Nelson. De railwachten, onder leiding van Grayson Butterfield, stuiten op Evans, zijn zonen en McElroy, die hen de vermoedelijke bestemming van Wade en diens handlangers noemen. Butterfield snelt met zijn werkkrachten, de Evans-mannen en McElroy naar Bisbee, waar de zwaargewonde huurling onder behandeling van veearts Doc Potter wordt bevrijd van het projectiel in zijn buik. 
Evans wil met Hollander onderhandelen, maar de schuldeiser wil eerder zijn land verkopen aan de spoorwegen dan waterrechten verschaffen aan een behoeftige boer. Marshal Weathers wil Wade overdragen aan de federale autoriteiten, maar weinig mannen durven de gevaarlijke gunslinger te escorteren naar Contention en op de trein van 3:10 uur naar Yuma Territorial Prison te zetten. Butterfield wijst McElroy, Potter en Tucker aan voor de onmogelijke opdracht, maar voor een beloning van 200 dollar sluit Evans als vrijwilliger bij het kwartet aan. Evans verplicht William voor zijn moeder en jongere broer te zorgen, maar de oudste zoon des huizes verlaat 's nachts in het geniep Alice en Mark om het spoor van zijn vader te volgen.
Tijdens de reis doodt Wade Tucker voor het opeisen van zijn paard en McElroy voor het beledigen van zijn moeder, maar de uit het niets opduikende William voorkomt dat de schietgrage gangster meer slachtoffers maakt of op de vlucht slaat. Via een verkorte route door een kloof worden de reizigers aangevallen door een woeste horde Apache-indianen, raakt Evans gewond door vijandelijk geschut, redt Wade zijn bondgenoot van een gewisse dood  en verdwijnt hij bewapend uit het zicht van zijn begeleiders. Wade bereikt een werkkamp, dat zich bezighoudt met het vervaardigen van een tunnel door het onbegaanbare gebergte, waar de oude Walter Boles – door Wades toedoen gekweld door de moord op zijn broer – de scepter zwaait. De overmeesterde Wade krijgt elektrische schokken toegediend, maar Evans en consorten vinden hun paarden en vervolgens hun vluchtgrage reisgenoot. Potter verricht een verrassende aanval op de mijnwerkers om zodoende Wade te bevrijden en groepsgewijs het hazenpad te kiezen. Potters vlucht duurt door een rugschot slechts luttele seconden, maar Evans en Wade weten meer slachtoffers te voorkomen door te paard de tunnel met dynamiet te verwoesten. Het overgebleven kwartet – vader en zoon Evans, Wade en Butterfield – arriveren in Contention, maar de trein naar Yuma vertrekt pas over enkele uren. In de bruidssuite van het hotel houdt het viertal zich schuil voor Wades oprukkende bende.
Charlie Prince, zelfbenoemd leider van de op wraak beluste gangsters, vindt in de overvallen postkoets nog een overlevende in de persoon van Crawley, die onder schot wordt gedwongen de verblijfplaats van Wade en Evans kenbaar te maken en in het brandende rijtuig alsnog aan zijn einde komt. Onderweg naar Contention maken Prince en zijn handlangers korte metten met Walter Boles en twee trawanten. William ziet Prince en zijn bende – Campos, Sutherland, Jorgensen, Jackson, Kinter en Tighe – het stadje naderen, waar de krankzinnige maniak, met de hulp van de barkeeper, de schuilplaats van Wade en Evans achterhaalt en iedere bewoner een premie van 200 dollar biedt voor het doden van iedere wacht die zich rondom Wade begeeft. Marshal Will Doane wil met zijn deputy's Harvey Pell en Sam Fuller de groep versterken, maar haakt voortijdig af en moet zijn overgave bekopen met een drievoudige fusillade. Vader Dan vraagt de afvallige Butterfield zijn zoon William van het strijdtoneel weg te leiden, waarna Wade en Evans lijnrecht staan tegenover een zevental onbesuisde gangsters die hun leider koste wat kost in vrijheid willen brengen.
Met Evans baant Wade zich een weg door een spervuur aan kogels om de op het station aangekomen trein tijdig en zonder kleerscheuren te bereiken. William verleent, ontsnapt aan Butterfields aandacht, zijn bijdrage door het aanwezige vee op Prince los te laten en Evans en Wade een vrije doorgang te geven naar de stoomtrein. Op de trein feliciteert Wade zijn kompaan met het welslagen van zijn opdracht, maar een gehavende Prince vuurt een viertal kogels af op Evans, die onder de ogen William en Wade ter aarde stort. Prince werpt zijn leidsman zijn wapenriem toe, niet vermoedend dat Wade onderwijl een diepe waardering heeft ontwikkeld voor zijn directe bewaker. Wade schiet vervolgens Prince en zijn bende dood. In Williams armen blaast Evans zijn laatste adem uit, waarna de zoon zijn voormalige voorbeeld onder schot houdt. Wade stapt ongedeerd op de trein, de trein vertrekt, maar Wade fluit op zijn paard dat samen met de trein uit beeld verdwijnt.

## Rolverdeling
- Christian Bale - Dan Evans
- Gretchen Mol - Alice Evans
- Logan Lerman - William Evans
- Benjamin Petry - Mark Evans
- Russell Crowe - Ben Wade
- Vinessa Shaw - Emma Nelson
- Dallas Roberts - Grayson Butterfield
- Peter Fonda - Byron McElroy
- Alan Tudyk - Doc Potter
- Kevin Durand - Tucker
- Lennie Loftin - Glen Hollander
- Luce Rains - marshal Weathers
- Ben Foster - Charlie Prince
- Rio Alexander - Campos
- Brian Duffy - Sutherland
- Pat Ricotti - Jorgensen
- Shawn Howell - Jackson
- Ramon Frank - Kinter
- Jason Rodriguez - Tighe
- Sean Hennigan - Will Doane
- Girard Swan - Harvey Pell
- Christopher Berry - Sam Fuller
- Forrest Fyre - Walter Boles
- Luke Wilson - Zeke
- Arron Shiver - Bill Moons
- Johnny Whitworth - Tommy Darden
- Chris Browning - Crawley
- David Oliver - barkeeper